# Anuscopia
Anuscopia é um exame no qual se utiliza um pequeno espéculo rígido (anuscópio) inserido poucos centímetros no interior do ânus, de modo a avaliar problemas do canal anal.

## Condições visíveis na anuscopia
- Hemorróidas
- Fissuras anais
- Fístulas
- Abscessos
- Inflamações
- Tumores retais/perianais

A anuscopia permitirá a aquisição de biópsias.